# Lecithocera hemitoma
Lecithocera hemitoma is een vlinder uit de familie van de Lecithoceridae. De wetenschappelijke naam van de soort is voor het eerst geldig gepubliceerd in 1954 door Diakonoff.